# Give Me Novacaine
«Give Me Novacaine» es la séptima canción del séptimo álbum de la banda de punk Green Day, la canción sigue con la historia de Jesus of Suburbia, contando la experiencia de este. En las fiestas de la Independencia de los EE. UU., (4 de julio) Jimmy conoce a una chica de la cual nadie conoce su nombre y llaman, "Whatshername" (Como se llame). Whatsername le fascinó a primera vista, en apariencia era una auténtica rebelde, no alguien fingiendo ser alguien que no es realmente .
La canción se suele tocar en conjunto con su sucesora, la cual es She's a Rebel (Ella es una rebelde).

## Versiones
- La versión original del disco American Idiot.[1]
- Una grabación en vivo apareció en los MTV Vmas en 2004.
- La versión del musical American Idiot que aparece en el disco American Idiot: The Original Broadway Cast Recording.